# ورزشگاه آریو سرنگات
ورزشگاه آریو سرنگات (به لاتین: Aryo Srengat Stadium) یک ورزشگاه در اندونزی است که در Srengat واقع شده‌است.